# Aiphanes duquei
Aiphanes duquei är en enhjärtbladig växtart som beskrevs av Karl Ewald Maximilian Burret. Aiphanes duquei ingår i släktet Aiphanes och familjen Arecaceae. IUCN kategoriserar arten globalt som sårbar.
Artens utbredningsområde är Colombia. Inga underarter finns listade i Catalogue of Life.